# Batis (Plantae)
Batis je maleni biljni od od dvije vrste halofitnih biljaka iz tropskih krajeva Amerike i Australazije. Rod čini samostalnu porodicu Bataceae nom. cons., i dio je reda kupusolike (Brassicales).

## Opis
Porodice Bataceae, Salvadoraceae i Koeberliniaceae imaju zajedničke ultrastrukturne značajke, isti osnovni broj kromosoma i cvjetove koji nemaju nektarij i imaju samo dva karpela. One, kao i mnoge druge kupusnjače, imaju zakrivljen embrij.
Bataceae i Salvadoraceae su anatomski bliske i imaju nasuprotne listove sa sekundarnim žilama koje se uzdižu od ili blizu baze. Pelud je gladak; u svakom odjeljku jajnika postoje dvije bazalne ovule; a u Bataceae nema stila. Bataceae su mesnati grmovi, s jednim rodom, Batis, i dvije vrste, jedna iz Australije i južne Nove Gvineje, a druga u Neotropima (do Floride), uključujući otočje Galapagos. Biljka je grmolika, a listovi su mesnati i imaju sitne prilistke. Cvjetovi su muški ili ženski i skupljeni su u guste cvatove. Ženski cvjetovi nemaju brakteje, čašice i latice i srasli su zajedno da tvore složeni plod; ovo može biti ili kapsula ili koštunica. Ovo je znatiželjna mala obitelj, oba člana su biljke slanih močvara. Međutim, cvjetovi ove dvije vrste prilično su različito građeni.

## Vrste
1. Batis argillicola P.Royen, Australija Nova Gvineja
2. Batis maritima L., SAD, Antili, sjever Južne Amerike